# Мехово (Поморське воєводство)
Мехо́во (пол. Mechowo, нім. Mechau) — село в Польщі, у гміні Пуцьк Пуцького повіту Поморського воєводства.
Населення — 407 осіб (2011).
У 1975–1998 роках село належало до Ґданського воєводства.

## Демографія
Демографічна структура станом на 31 березня 2011 року:
|          | Загалом | Допрацездатний вік | Працездатний вік | Постпрацездатний вік |
| -------- | ------- | ------------------ | ---------------- | -------------------- |
| Чоловіки | 206     | 46                 | 140              | 20                   |
| Жінки    | 201     | 46                 | 128              | 27                   |
| Разом    | 407     | 92                 | 268              | 47                   |